# 무숙이타령
무숙이타령(武叔-)은 판소리 중 하나이다. 일명 왈자타령(曰字打令)이라고도 한다. 이 소리가 1810년대 이전의 전래 판소리인 것은 송만재의 《관우희》에 열두 마당의 하나로 그 이름이 기술되어 있는 것으로써 알 수 있으나 그 후 이 소리를 부른 광대가 없고 창본도 발견되지 않아 그 내용은 알 길이 없다. 다만 서울 장안의 왈자들의 생활이 그 내용인 것만은 《관우희》의 원문에 의해 짐작할 수 있다.

## 같이 보기
- 판소리